# Bones and All
Bones and All är en italiensk-amerikansk romantisk skräckfilm från 2022. Filmen är regisserad av Luca Guadagnino efter ett manus av David Kajganich, baserat på boken av Camille DeAngelis.
Filmen utspelar sig i slutet av 1980-talet och handlar om ett par unga kannibaler som flyr tillsammans på en roadtrip genom USA och utvecklar känslor för varandra.
Trots det makabra ämnet såg flera kritiker det som en i grund och botten romantisk film. Filmen hade världspremiär vid filmfestivalen i Venedig 2022, där den deltog i tävlingen om Guldlejonet.

## Rollista (i urval)
- Timothée Chalamet – Lee
- Taylor Russell – Maren Yearly